# Bâtiment situé 8 rue Kralja Petra I à Sombor
Le bâtiment situé 8 rue Kralja Petra I à Sombor (en serbe cyrillique : Зграда у Ул. Краља Петра I бр. 8 у Сомбору ; en serbe latin : Zgrada u Ul. Kralja Petra I br. 8 u Somboru) est situé à Sombor, dans la province de Voïvodine et dans le district de Bačka occidentale, en Serbie. Il est inscrit sur la liste des monuments culturels de grande importance de la république de Serbie (identifiant no SK 1249).

## Présentation
Le bâtiment a été construit au début du XXe siècle pour Đura Nikolić, un avocat célèbre qui a été maire de Sombor, sur des plans de l'architecte Károly Bernhardt. Constitué d'un rez-de-chaussée et d'un étage, il est caractéristique du style éclectique ; en revanche, le rez-de-chaussée a été considérablement modifié et seul l'étage reflète de manière authentique l'aspect originel de l'ensemble.
Le portail du rez-de-chaussée est entouré de deux pilastres avec des chapiteaux corinthiens. À l'étage, les fenêtres et les portes sont également encadrées de pilastres et surmontées de frontons et de cartouches qui prennent la forme de coquilles stylisées et de guirlandes de roses. L'entrée est dominée par un balcon et la façade est ornée de dômes avec des lanternes reposant sur des consoles.
Des travaux de préservation ont été conduits sur l'édifice en 1988.